# 英和

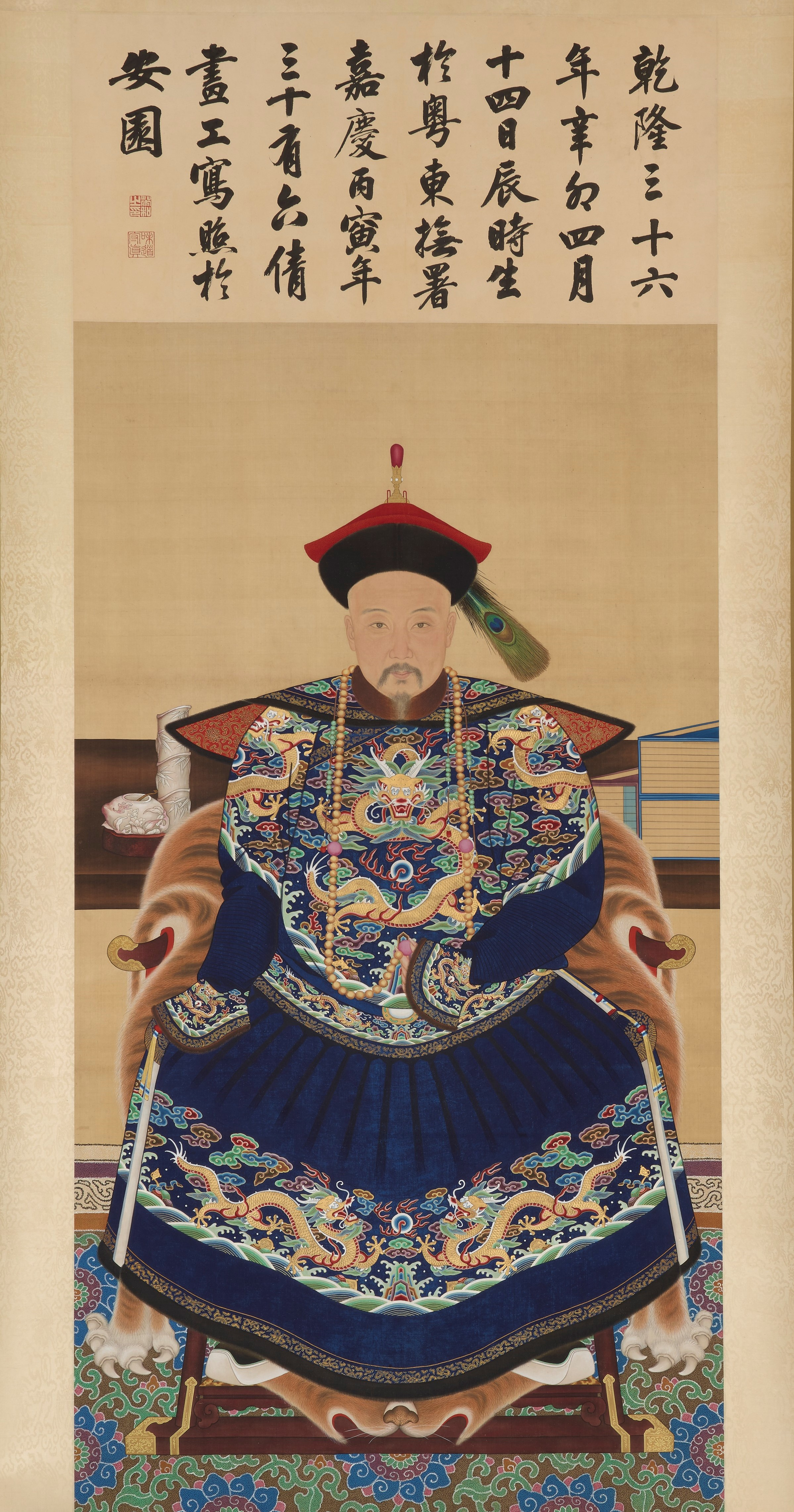
英和

英和（1771年—1840年），初名石桐，字樹琴，號煦斋，又号粤溪生，索綽絡氏，内务府滿洲正白旗人，先世居吉林混同江东北弗阿哈（满语旧阜之义）之地。中國清朝官员，进士出身，授協辦大學士。工诗，善书。

## 生平
英和之父德保，官至禮部尚書，母侧室经氏。英和生于乾隆三十六年（1771）广州，时父德保任广东巡抚。英和少有俊才，權臣和珅欲召之為婿，德保不準。乾隆五十七年（1792年）中顺天乡试举人，五十八年（1793年）癸丑科二甲進士（时隶内务府正白旗包衣哈豐阿管领下，载《钦定八旗通志：进士》），選庶吉士，散館後授編修。
嘉庆四年，充高宗实录馆纂修官，复授内阁学士兼礼部侍郎。六年（1801），授总管内务府大臣，充经筵讲官，工部左侍郎兼左翼总兵官，充江南乡试正考官。七年，授翰林院掌院学士。九年，加太子少保衔，旋授军机大臣，紫禁城骑马。嘉庆十八年，授步军统领、工部尚书。嘉慶十九年（1814），出任正藍旗滿洲都統。嘉慶二十四年，任鑲黃旗滿洲都統。道光五年（1825年），任戶部尚書，協辦大學士，加太子太保銜。
道光七年（1827年）因“家人私议增租”被降職，外放熱河都統。次年，授宁夏将军，以病為由請求解職，獲得批准。道光八年（1828年），監修之宣宗陵寢地宫浸水案发，致使孝穆成皇后的梓宫被浸，英和被发现有严重贪渎行为，在涉案大臣中其罪尤重。被重責，本拟處死，幸有太后說情，改發配黑龍江齐齐哈尔（达斡尔语称卜魁、卜奎）充當苦差，子孫也一并革職；寓于卜魁城北门外，齐齐哈尔副都统玉英与英和是世交，予关照。道光十一年（1831年）被释回，子孫復官。道光二十年（1840年）卒，赠三品卿衔。
英和工詩文，善書法，著有《恩福堂詩鈔》十二卷（法式善、阮元序）、《恩福堂詩集筆記》、《恩慶堂集》、《卜魁城賦》（初刻版有貴慶作序，受业徐松作跋。后来清代的定版则掉删贵庆序，并改变原文。见贾敬颜1990年发表在《北方文物》02期的”记初刻本《魁卜赋》“）、《卜魁集紀略》等。阮元评英和的诗境“格高而性逸”。嘉庆十五年（1810），御赐承泽园（据说以前由怡亲王弘曉拥有），英和居住时更名为“依绿园”，有诗“依绿园十四事”、“依绿园十四詠”等。英和年轻时师从乾隆三十四年（1769年）己丑科进士任大椿，同窗诗友有内务府正黄旗汉军百龄、姻戚内务府正黄旗蒙古法式善。曾任《钦定全唐文》副總裁官。参与编写《石渠寶笈》三編（1816）。
钤印有：煦斋藏法、英和之印、清华济美、四代翰林家。与夫人薩克達氏介文合作書畫合冊。为邵弥《竹石图》题跋。为保定莲池书院（又名直隶书院，今古莲花池）的水东楼题柱联：“屐齿润沾三径绿，尘心春洗一潭清”。英和又师从书法家刘墉 (清朝)，为后者《劉文清公遺集》作跋。为《承德府志》（清道光11年（1831）刊本）作序。道光十八年为胡敬 (嘉慶進士)的《崇雅堂诗文集》作序。
為官之餘，嗜書藏書。曾手抄《永樂大典》，藏於“恩福堂”中。編撰《恩福堂書目》4卷，著錄圖書900餘種，宋本有數百卷，藏書處另有“恩慶堂”、“歡頤山墅”等，藏書印有“恩福堂藏書記”、“煦齋藏庋”、“臣和恭藏”、“宮保世家”、“南齋翰林左翼總兵”、“身在萬里半天下”等。曾收藏明末清初陈洪绶《书斋伏案图》。曾收藏并跋宫廷御赐画状元唐岱的《秋山图》立轴（1749）。

## 家庭
- 父德保，乾隆二年丁巳恩科進士。原配妻富察氏（胞兄正白旗滿洲、乾隆七年進士良卿 (乾隆進士)），继配妻生母經氏。
- 胞叔德元，乾隆癸酉科舉人。
- 胞叔德风（1729 -- 1786），乾隆壬申恩科三甲进士，仕至内阁学士兼礼部侍郎。
- 胞叔德隆；女一索綽絡氏，嫁镶黄旗满洲鈕祜祿氏福綸，其胞妹鈕祜祿氏封乾隆帝之順貴人；女二索綽絡氏，鑲黃旗漢軍、多任尚書与總督李侍堯之儿媳。
- 堂伯觀保，乾隆二年丁巳恩科二甲进士，与德保进士同榜，官至禮部尚書，有《补亭先生遗稿》（法式善辑录）。胞弟觀德（字近亭）；其子一觀瑞（字竹楼），嘉庆庚午科顺天乡试举人，江西粮道；子二觀恒。
- 妻薩克達氏介文（1767-1827），工指画写生，自号观生阁主人（父正黃旗滿洲、吏部尚書阿思哈 (军机大臣)；胞姊羅佳氏嫁宗室明通阿（祖父豫愨親王德昭））。妻去世后，英和作“悼亡诗二十首”。
- 妹索綽絡氏，嫡妹封乾隆帝之瑞貴人，胞妹嫁喀什噶爾參贊大臣、鎮國將軍镶蓝旗宗室伊鏗額（父領侍衞內大臣、簡恪親王豐訥亨，子道光六年(1826)丙戌科進士宗室德誠）。
- 堂姊妹索綽絡氏（父德元），嫁镶黄旗汉军、吏部尚书、两江总督郝玉麟之孙郝寧安；其胞兄山东济南通判郝榮安之女郝氏，系正蓝旗汉军、道光三十年庚戌（1850）进士胡氏吉惠 (道光进士)之继母、光绪丙子恩科进士胡俊章之继祖母。郝榮安曾为英和的《恩福堂詩鈔》作诗题。
- 长子奎照（1790-1842），嘉慶甲戌科進士。妻佟佳氏，祖父内务府镶黄旗满洲、浙江巡撫伊齡阿，善繪畫；胞姊佟佳氏嫁正白旗滿洲、嘉慶己巳恩科進士拜都氏鍾昌 (嘉慶進士)，姑母佟佳氏嫁正藍旗漢軍、湖南巡撫李巴哈布（父江南河道總督李宏 (清朝)，胞姊李氏嫁镶黄旗汉军吏部尚书郝玉麟之孙郝敏安）。
  - 孙錫祉，道光乙未科進士。妻伊爾根覺羅氏（祖父正蓝旗满洲、河南布政使海慶，祖叔父浙江巡抚海寧 (伊爾根覺羅氏)，姑祖母伊爾根覺羅氏嫁镶黄旗满洲文襄公富察氏福康安，曾祖雍正八年進士、陝甘總督明山 (伊尔根觉罗氏)）。錫祉之子泰階娶宗室興恒和礼部尚书贵庆姐富察氏的孙女为妻，即宗室宝森胞妹。
  - 孙錫晉，內務府員外郎。妻李氏（父內務府正白旗漢軍、户部吏部左侍郎基溥；胞姊李氏与光绪十五年己丑（1889）進士楊鍾羲家族联姻；胞兄道光癸卯科舉人鍾文。鍾文正妻徐氏（父内务府正白旗汉军、员外郎廣盛）。咸丰三年，鍾文续聘原礼部尚书貴慶姊妹富察氏和宗室兴恒的女儿宗室氏，即原侍郎广敏的孙女，疑未过门。故咸丰七年，复续娶驻藏大臣文康之女费莫氏。(基溥《思补过斋主人自叙年谱》: 咸丰三年癸丑,六十一岁，正月孝和睿皇后梓宫奉安礼成，奉旨加二级，六月为鍾文续聘原任兵部侍郎宗室广敏孙女.....偕都统怡亲王载垣.....咸丰七年，钟文复续娶前长芦盐运使駐藏大臣文康之女。胞侄光緒九年（1883年）癸未科进士熙麟）。
  - 孙錫茀，錫珏。
  - 孙女索綽絡氏，封咸丰帝之婉贵妃 (咸丰帝)。
  - 孙女索綽絡氏，嫁正红旗已革輔國將軍載坤（父貝子銜奉恩鎮國恪慎公奕湘，祖父已革貝勒綿律）。
  - 孙女索綽絡氏，嫁内务府镶黄旗汉军、道光二十五年（1845年）乙巳恩科进士杨佳氏宜振。
  - 孙女索綽絡氏，嫁正蓝旗满洲伊爾根覺羅氏昆載（父乾隆丙午科舉人、刑部尚書嵩孚（伊爾根覺羅氏）(字蓮舫），祖父两江、雲貴總督富綱，曾祖闽浙总督恪勤公蘇昌）。
- 次子奎耀（1791-？），嘉慶辛未科三甲進士。嫡妻高佳氏，其父镶黄旗满洲、陜甘總督高杞，祖父总管内务府大臣高恆 (清朝)，曾祖文定公高斌；胞姊一高佳氏，嫁惇恪親王綿愷(嘉庆帝第三子）；胞姊二高佳氏，嫁嘉慶己巳科進士镶蓝旗宗室崇碩，其子道光庚子科進士和潤；胞姊三高佳氏，嫁正蓝旗宗室榮壽，其父文莊公禧恩，祖父睿恭親王淳穎；堂祖伯大学士高晋，堂祖姑母高佳氏与正蓝旗汉军进士胡氏吉惠 (道光进士)、胡俊章家族联姻。妻高佳氏之母鈕祜祿氏，姨母鈕祜祿氏封乾隆帝之順貴人。继妻舒穆祿氏（先祖正黄旗满洲武勋王扬古利）。
  - 孙錫章（字倬云，号琢峰，1814-？），道光十五年乙未恩科舉人（与姻戚、正蓝旗汉军、光绪丙子恩科进士胡俊章之父吉谦顺天乡试同榜）。妻佟佳氏。
  - 孙錫淳，錫疇，锡山，錫蕃等。
  - 孙女索綽絡氏，嫁正蓝旗满洲伊爾根覺羅氏昆聯（父绥远城将军嵩溥，祖父两江、雲貴總督富綱）。
- 四子奎文。
- 女索綽絡氏，嫁内务府正黄旗蒙古、嘉慶辛未科三甲進士伍堯氏桂馨，其父乾隆四十五年（1780年）進士、诗人法式善。桂馨与妻兄奎耀进士三甲同榜。桂馨之胞姊伍堯氏，嫁正紅旗滿洲、雲南騰越鎮總兵伊爾根覺羅氏世泰，其父乾隆四年己未科繙譯進士文敬公三寶 (乾隆繙譯)。

## 延伸阅读
[在维基数据编辑]
 《清史稿·卷363》，出自趙爾巽《清史稿》
 在维基共享资源阅览影像